# Op Buuren (woonwijk)

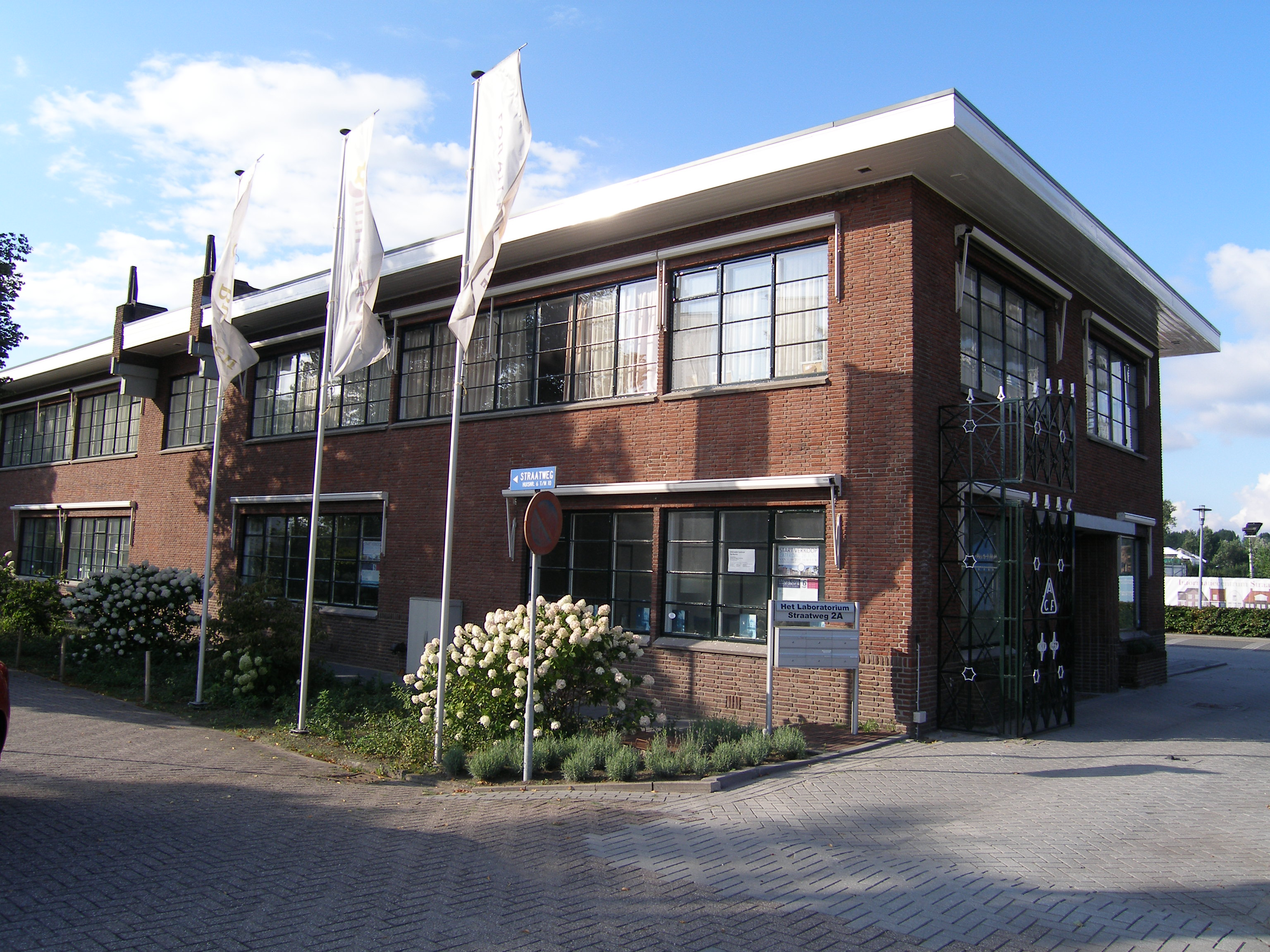
Laboratorium van de voormalige kininefabriek van ACF in Maarssen met daarachter liggend Op Buuren

Op Buuren is een 21e-eeuwse woonwijk in de Nederlandse gemeente Stichtse Vecht. De wijk ligt aan de oevers van de rivier de Vecht, tussen Oud-Zuilen en de dorpskern van Maarssen. Het heeft zijn naam te danken aan de buitenplaats Op Buuren die hier ooit was rond 1365 van de familie Op Buren, Opbueren.

## Geschiedenis van Op Buuren
Op Buuren is ontstaan vanaf 2007 op de gronden van de in 2002 gesloten fabriek van ACF (voorheen Nederlandsche Kininefabriek). Een erfenis hiervan is dat de grond zwaar vervuild was; de sanering hiervan vanaf 2003 was het grootste particuliere saneringsproject in Nederland. Complete bodemsanering voor de bouw bleek vanwege hoge kosten niet haalbaar; bovendien bleken deze kosten niet op de veroorzaker te verhalen. Bij de ontwikkeling van Op Buuren werd de politicus Sjoerd Swane omgekocht door de ontwikkelaar(s).
In 2013 was Op Buuren een van de vijf genomineerden voor de NEPROM-prijs, een prijs die, volgens eigen zeggen, wordt uitgereikt aan "overheden en marktpartijen die door goede samenwerking een hoogwaardig project hebben opgeleverd". In 2016 is het project afgerond.
Men heeft zich bij de bouw van Op Buuren laten inspireren door de historische bouwstijlen in de kernen langs de Vecht, zoals Loenen, Nieuwersluis en Nigtevecht. Acht architecten hebben Op Buuren vormgegeven waarbij de woningen ieder een eigen stijl laten zien. Daarnaast bevordert deze bouwstijl de variatie binnen de wijk. De bouwstijl van Op Buuren wordt wel geschaard onder retro-architectuur. De ligging is bij de Op Burenbrug en de sluis tussen het Amsterdam-Rijnkanaal en de Vecht.
Op Buuren bestaat uit drie gedeelten met ieder een eigen gezicht:
- Op Buuren Dorp met 572 woningen, dit is de kern van Op Buuren ten zuiden van de Vecht.
- Op Buuren Buiten met 72 woningen, aan de noordkant van de Vecht.
- Op Buuren Park",[5] met 25 woningen aan een kleine binnenhaven die uitmondt op de Vecht.

Er is in Op Buuren Dorp ook een gracht, de Proostwetering. Sinds 2011 verbindt de Oostwaarderbrug, een nieuwe fiets- en wandelbrug over de Vecht, de kern Op Buuren Dorp met Op Buuren Buiten.

## Straatnamen

### Op Buuren Dorp
- Sportparkweg
- C.P. Klapstraat
- De Hoopkade
- J. Homan van der Heideplein
- Dr. R. van Lutterveltstraat
- J. de Regtstraat
- J.R. van Stuwestraat
- L. Rotgansstraat
- M. van Zeggelenhof
- Molenweg
- Op Buurenplein
- Proostwetering
- Ruymzicht
- Verlengde Molenweg

### Op Buuren Buiten
- Oostwaard
- Oostwaarderbrug
- Sluysoort

### Op Buuren Park
- Daalseweg